# Kaszubińce
Kaszubińce (biał. Кашубінцы) – wieś na Białorusi, w obwodzie grodzieńskim, w rejonie grodzieńskim, w sielsowiecie Skidel.
Siedziba rzymskokatolickiej parafii Niepokalanego Poczęcia Najświętszej Maryi Panny w Kaszubińcach.
We wsi znajdują się:
- Kościół Niepokalanego Poczęcia NMP z lat 1750–1773;
- Plebania z 1905;
- Kaplica grobowa z 1862, nadbudowana w XX w.
- Dwór z 1870[3].

## Historia
Dawniej wieś i folwark w województwie trockim Rzeczypospolitej Obojga Narodów. W czasach zaborów w granicach Imperium Rosyjskiego, w guberni grodzieńskiej. W latach 1921–1939 wieś i folwark leżał w Polsce, w województwie białostockim, w powiecie grodzieńskim, w gminie Skidel.

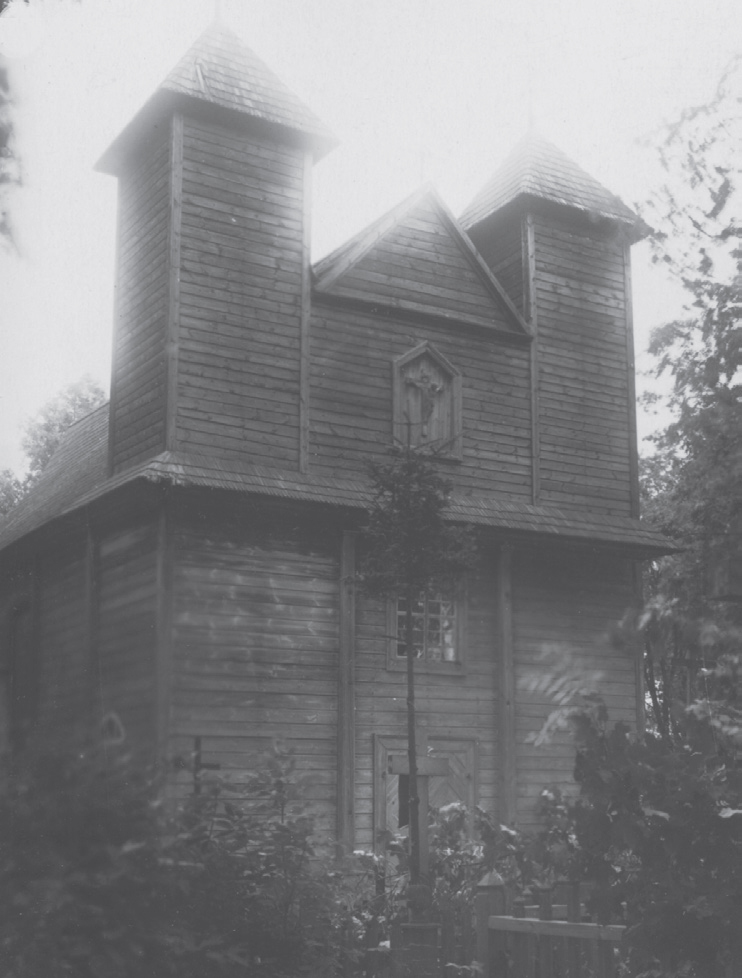
Kościół w Kaszubińcach (XIX)

Według Powszechnego Spisu Ludności z 1921 roku zamieszkiwało:
- wieś – 160 osób, 31 było wyznania rzymskokatolickiego, 29 prawosławnego. Jednocześnie 113 mieszkańców zadeklarowało polską przynależność narodową, 47 białoruską. Były tu 33 budynki mieszkalne
- folwark – 79 osób, 47 było wyznania rzymskokatolickiego, 32 prawosławnego. Jednocześnie 70 mieszkańców zadeklarowało polską przynależność narodową, 9 białoruską. Było tu 6 budynków mieszkalnych[5].

Miejscowości należały do parafii prawosławnej w Skidlu i rzymskokatolickiej w Kaszubińcach. Podlegały pod Sąd Grodzki w Skidlu i Okręgowy w Grodnie; właściwy urząd pocztowy mieścił się w Skidlu.
W wyniku napaści ZSRR na Polskę we wrześniu 1939 miejscowość znalazła się pod okupacją sowiecką. 2 listopada została włączona do Białoruskiej SRR. 4 grudnia 1939 włączona do nowo utworzonego obwodu białostockiego. Od czerwca 1941 roku pod okupacją niemiecką. 22 lipca 1941 r. włączona w skład okręgu białostockiego III Rzeszy. W 1944 miejscowość została ponownie zajęta przez wojska sowieckie i włączona do obwodu grodzieńskiego Białoruskiej SRR.
Od 1991 wchodzi w skład Białorusi.